# Hesensko
Hesensko (německy Hessen  [ˈhɛsn̩]), je spolková země ve středním Německu o rozloze 21 115 km². Je pátou největší ze šestnácti spolkových  zemí Německa podle počtu obyvatel. V roce 2015 zde žilo 6,1 milionu obyvatel. V současném rozsahu existuje od 19. září 1945. Zemským hlavním městem je historická metropole Nasavského vévodství Wiesbaden, avšak největším městem je Frankfurt nad Mohanem. Na severu hraničí s Dolním Saskem, na západě se Severním Porýním-Vestfálskem a Porýním-Falcem, na východě Durynskem a Bavorskem a na jižní straně s Bádenskem-Württenberskem.

## Historie
Na území dnešního spolkového státu Hesensko se v historii rozkládalo Hesenské lankrabství , které existovalo mezi léty 1264-1567. Patřilo k Svaté říši římské a vládla mu Hesenská dynastie.
Po Vídeňském kongresu v roce 1815 se dnešní spolkový stát Hesensko skládal z bývalých německých států Hesenského velkovévodství (1806-1918), Hesenska-Kasselska (1567-1866), Nasavského vévodství (1806-1866), Svobodného města Frankfurktu (1815-1866), Waldeckého knížectví (1349-1929), Hesensko-homburského lantkrabství (1622-1866) a provincie Rýn (1822-1945).
Po druhé světové válce byl stát Hesensko založen 19. září 1945 pod názvem Velké Hesensko (německy Großhessen) v americké okupační zóně a byl prvním spolkovým státem, který obdržel novou demokratickou ústavu. Vznikl sloučením většiny území bývalého Lidového státu Hesenska – Der Volksstaat Hessen (bez téměř celého území jeho bývalé provincie Rýnské Hesensko) s porýnskou exklávou zemským okresem Wetzlar, většinou území bývalé pruské provincie Hesenska-Nasavska (asi polovina bývalého Nasavského vévodství, bývalé svobodné říšské město Frankfurt nad Mohanem, část lankrabství Hesensko-Homburska, Kurfiřtství Hesenského bez jeho bývalých okresů Panství Šmalkaldského a Hrabství Schaumburgu) a většinou území bývalého Svobodného státu Waldeku (bez území Pyrmontu).
Přijetím Ústavy státu Hesensko se v referendu 1. prosince 1946 dříve vzniklý stát „Velké Hesensko” začal jmenovat Hesensko.

## Geografie

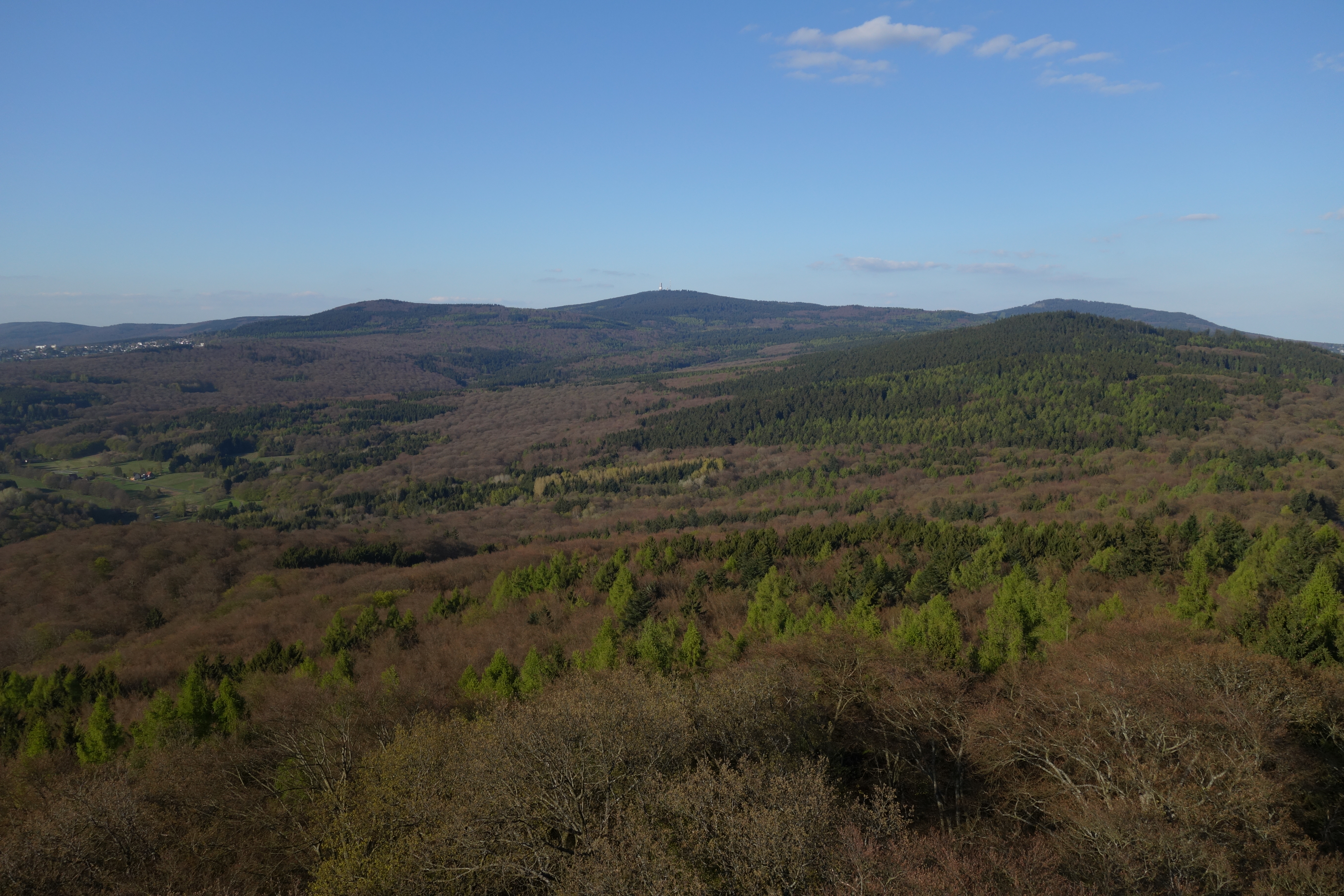
Rozsáhlá lesní oblast v Taunus: 40 procent rozlohy Hesenska tvoří lesy.

Moderní Hesensko se rozkládá na pravém břehu Rýna. Územím Hesenska dále protékají řeky Mohan, Eder, Fulda, Haune, Lahn, Nidda, Wetter a další. Převažují zde hornatiny (Odenwald, Rhön, Taunus, Vogelsberg, Westerwald a další), u Rýna a Mohanu se rozkládají nížiny a pahorkatiny, na hranici s Bavorskem a Durynskem pohoří Rhön, na hranici se Severním Porýním-Vestfálskem vrchovina Rothaar (Rothaargebirge). Po Wiesbadenu a Frankfurtu patří k významným městům Kassel (historická metropole Hesenska-Kasselska), Darmstadt (historická metropole Hesenska-Darmstadtska a pozdějšího Lidového státu Hesenska), Offenbach nad Mohanem či Wetzlar.

## Politika, administrativní členění
Hesenská ústava z 1. prosince 1946 je nejstarší dodnes platnou ústavou německého spolkového státu. Prvním ústavně zvoleným premiérem byl Christian Stock. Vyhlášením základního zákona 23. května 1949 se Hesensko stalo součástí bývalé Spolkové republiky Německa (Západní Německo). 
Sídlem hesenského zemského parlamentu je od roku 1946 Městský palác Wiesbaden, který býval sídlem nasavských vévodů ve Wiesbadenu. 
Zemský sněm Hesenska sestává ze 137 křesel. Dle výsledků voleb z roku 2018 byly tyto mandáty rozděleny mezi následující strany: CDU 40 křesel, SPD 29 míst, Svaz 90/Zelení 29 mandátů, AfD 19 mandátů, Die Linke 9, FDP také 11 pozic a 5 nezávislých poslanců. Ve volbách v tomto roce je nově v Zemském sněmu zastoupena také strana Alternative für Deutschland.
Ministerským předsedou a šéfem zemské vlády byl politik CDU Volker Bouffier.  Po Bouffierově rezignaci byl předsedou hesenské vlády zvolen dne 31. května 2022 Boris Rhein (CDU) a předsedkyní hesenského zemského parlamentu Astrid Wallmanová (CDU).
Hesensko se člení na 3 vládní obvody, 21 zemských okresů a 5 městských okresů se 423 okresními obcemi.
| Hesenské zemské okresy |

### Vládní obvody
- Darmstadt
- Gießen
- Kassel

### Zemské okresy
| 1. Bergstraße (HP) 2. Darmstadt-Dieburg (DA) 3. Groß-Gerau (GG) 4. Vysoký Taunus (Hochtaunuskreis; HG) 5. Mohan-Kinzig (Main-Kinzig-Kreis; MKK) 6. Mohan-Taunus (Main-Taunus-Kreis; MTK) 7. Odenwald (Odenwaldkreis; ERB) | 1. Offenbach (OF) 2. Rheingau-Taunus (Rheingau-Taunus-Kreis; RÜD) 3. Wetterau (Wetteraukreis; FB) 4. Gießen (GI) 5. Lahn-Dill (Lahn-Dill-Kreis; LDK) 6. Limburg-Weilburg (LM) 7. Marburg-Biedenkopf (MR) | 1. Vogelsberg (Vogelsbergkreis; VB) 2. Fulda (FD) 3. Hersfeld-Rotenburg (HEF) 4. Kassel (KS) 5. Schwalm-Eder (Schwalm-Eder-Kreis; HR) 6. Werra-Meißner (Werra-Meißner-Kreis; ESW) 7. Waldeck-Frankenberg (KB) |

### Městské okresy
- Darmstadt (DA)
- Frankfurt nad Mohanem (F)
- Kassel (KS)
- Offenbach am Main (OF)
- Wiesbaden (WI)

## Hospodářství a průmysl
Po oblasti Porúří v Severním Porýní-Vestfálsku je v aglomeraci Rýn-Mohan v jižním Hesensku nejvyšší koncentrace průmyslu v Německu. Obzvláště ekonomický význam zde má chemický a farmaceutický průmysl, IT a telekomunikační technologie.
V oblasti automobilového průmyslu je zde sídlo výrobce Opel se sídlem v Rüsselsheimu a také společnost Continental se sídlem v Hannoveru.
Ve Frankfurtu nad Mohanem je významné mezinárodní finanční centrum. Sídlí zde Evropská centrální banka a centrála Německé spolkové banky (Deutsche Bundesbank). Ve Frankfurtu nad Mohanem zde mají hlavní sídla také čtyři německé banky Deutsche Bank, DZ Bank, KfW banka a Commerzbank.